# Omocestus qinghaiuensis
Omocestus qinghaiuensis är en insektsart som beskrevs av Zheng, Z. och L. Xie 2001. Omocestus qinghaiuensis ingår i släktet Omocestus och familjen gräshoppor. Inga underarter finns listade i Catalogue of Life.